# Калексіко
Калексіко (англ. Calexico) — місто (англ. city) в США, в окрузі Імперіал штату Каліфорнія. Населення — 38 633 особи (2020).

## Історія
Калексико було засноване 1899 року, 16 квітня 1908 отримало статус міста. Назва міста походить з з'єднання найменувань «Кал»-іфорнія та М-«ексіко», як і у розташованого навпроти нього на мексиканській стороні кордону міста Мехікалі («Міхі»-ко та «Калі»-форнія).
Калексіко — батьківщина американського композитора Аллена Странджа (1943–2008). Ім'я Калексіко носить відомий в США музичний кантрі-гурт.

## Географія
Калексіко розташоване за координатами 32°41′4″ пн. ш. 115°29′40″ зх. д. / 32.68444° пн. ш. 115.49444° зх. д. (32.684321, -115.494579).  За даними Бюро перепису населення США в 2010 році місто мало площу 21,73 км², уся площа — суходіл.
Місто розташоване за двісті кілометрів на схід від Сан-Дієго, на крайньому півдні штату Каліфорнія. Розташоване на кордоні з Мексикою, у перетину автомагістралей 8 і 111.

### Клімат
Місто розташоване у зоні, котра характеризується кліматом тропічних пустель. Найтепліший місяць — липень із середньою температурою 32.1 °C (89.8 °F). Найхолодніший місяць — січень, із середньою температурою 11.8 °С (53.2 °F).
| Клімат Калексіко        | Клімат Калексіко | Клімат Калексіко | Клімат Калексіко | Клімат Калексіко | Клімат Калексіко | Клімат Калексіко | Клімат Калексіко | Клімат Калексіко | Клімат Калексіко | Клімат Калексіко | Клімат Калексіко | Клімат Калексіко | Клімат Калексіко |
| Показник                | Січ.             | Лют.             | Бер.             | Квіт.            | Трав.            | Черв.            | Лип.             | Серп.            | Вер.             | Жовт.            | Лист.            | Груд.            | Рік              |
| Абсолютний максимум, °C | 29,4             | 33,9             | 37,8             | 40               | 46,7             | 47,2             | 47,2             | 47,2             | 45               | 41,1             | 37,2             | 31,7             | 47,2             |
| Середній максимум, °C   | 19,6             | 22,7             | 25,9             | 29,7             | 33,3             | 38,6             | 39,9             | 39,6             | 36,9             | 30,9             | 24,8             | 19,6             | 30,1             |
| Середня температура, °C | 11,8             | 14,7             | 17,4             | 20,8             | 24,3             | 29,1             | 32,1             | 31,7             | 28,4             | 22,1             | 16,3             | 11,8             | 21,7             |
| Середній мінімум, °C    | 3,9              | 6,7              | 9                | 11,9             | 15,2             | 19,7             | 24,3             | 23,8             | 19,9             | 13,4             | 7,8              | 3,9              | 13,3             |
| Абсолютний мінімум, °C  | −6,1             | −2,2             | 0                | 3,9              | 5                | 12,2             | 15               | 12,8             | 8,9              | 2,2              | −2,2             | −5               | −6,1             |
| Норма опадів, мм        | 11               | 9                | 6                | 2                | 1                | 0                | 2                | 10               | 6                | 6                | 5                | 11               | 69               |
| Днів з опадами          | 2                | 2                | 1                | 0                | 0                | 0                | 1                | 1                | 1                | 1                | 1                | 2                | 12               |
| Днів з дощем            | 1                | 1                | 0                | 0                | 0                | 0                | 0                | 1                | 1                | 1                | 1                | 1                | 10               |
| Вологість повітря, %    | 43               | 43               | 40               | 38               | 38               | 37               | 45               | 50               | 48               | 44               | 42               | 54               | 44               |
| ----------------------- | ---------------- | ---------------- | ---------------- | ---------------- | ---------------- | ---------------- | ---------------- | ---------------- | ---------------- | ---------------- | ---------------- | ---------------- | ---------------- |
| Джерело: Weatherbase    |                  |                  |                  |                  |                  |                  |                  |                  |                  |                  |                  |                  |                  |

## Демографія
Згідно з переписом 2010 року, у місті мешкали 38 572 особи в 10 116 домогосподарствах у складі 8681 родини. Густота населення становила 1775 осіб/км².  Було 10651 помешкання (490/км²).
Расовий склад населення:
| - 60,0 % — білих - 1,3 % — азіатів - 0,5 % — корінних американців - 0,3 % — чорних або афроамериканців - 0,1 % — вихідців з тихоокеанських островів - 33,5 % — осіб інших рас |

До двох чи більше рас належало 4,2 %. Частка іспаномовних становила 96,8 % від усіх жителів.
За віковим діапазоном населення розподілялося таким чином: 31,1 % — особи молодші 18 років, 57,5 % — особи у віці 18—64 років, 11,4 % — особи у віці 65 років та старші. Медіана віку мешканця становила 31,8 року. На 100 осіб жіночої статі у місті припадало 89,6 чоловіків;  на 100 жінок у віці від 18 років та старших — 84,2 чоловіків також старших 18 років.
Середній дохід на одне домашнє господарство  становив 48 534 долари США (медіана — 34 742), а середній дохід на одну сім'ю — 52 653 долари (медіана — 39 953). Медіана доходів становила 33 737 доларів для чоловіків та 27 713 долари для жінок. За межею бідності перебувало 27,4 % осіб, у тому числі 36,5 % дітей у віці до 18 років та 21,8 % осіб у віці 65 років та старших.
Цивільне працевлаштоване населення становило 13 182 особи. Основні галузі зайнятості: освіта, охорона здоров'я та соціальна допомога — 24,4 %, роздрібна торгівля — 17,9 %, сільське господарство, лісництво, риболовля — 9,4 %, мистецтво, розваги та відпочинок — 8,9 %.